# Dollrottfeld
Dollrottfeld är en ortsteil i kommunen Süderbrarup i Kreis Schleswig-Flensburg i förbundslandet Schleswig-Holstein i Tyskland. Dollrottfeld var en kommun fram till 1 mars 2018 när den uppgick i Süderbrarup. Kommunen Dollrottfeld hade 271 invånare 2018.